# T・Pぼん
- 藤子不二雄（連載） > 藤子・F・不二雄（著作） > T・Pぼん
- 藤子不二雄 > アニメ > T・Pぼん

『T・Pぼん』（タイムパトロールぼん）は、1978年から藤子不二雄名義で発表された日本のSF漫画作品。藤本弘（のちの藤子・F・不二雄）による単独執筆作。
1989年に日本テレビで、2024年にNetflixでそれぞれアニメ化された。

## 概要
タイムボートを用いて太古から遙か未来まで、さまざまな時代を飛び回り、歴史の谷間で不幸に命を落とした人々を救助するタイムパトロール隊（T・P）の並平凡（なみひら ぼん）とリーム・ストリーム（第1部）、安川ユミ子（第2・3部）らの活躍を描いた歴史冒険SF作品である。

## 歴史
1978年から1986年にかけて、潮出版社の『月刊少年ワールド』（第1部）と、その後継誌『月刊コミックトム』（第2部、第3部）に掲載された。第1部は連載、第2部以降は数か月おきの不定期掲載。
第1部は『月刊少年ワールド』の休刊に伴って第14話「超空間の漂流者」をもって終了しており、継続誌の目処も立っていなかったことから、本作は第1部をもって完結（打ち切り）になる可能性もあったとされている。
第3部は明確な完結や終了告知のないまま中断され、再開されることなく作者永眠のため未完となった。担当編集者であった潮出版社の浮田信行によると、作者の病により連載を中断していたが、作者本人はいずれ連載を再開させる意思を持っていたほか、未収録作のみで間に合わせの単行本発売を打診した際も「最後の一話」を執筆したいという理由で拒んでいた。
そのため、未収録作品が長らく存在したが、2012年3月23日に発売された藤子・F・不二雄大全集『T・Pぼん』第3巻にて最後の2話が収録されたことにより、現在は全話をいつでも読める状態になった。
原作は作者の健康状態の問題もあり最終的に未完となったが、本作が「大長編ドラえもん」のルーツとなり制作に大きな影響を与えた可能性も指摘されている。
1989年10月14日には日本テレビで2時間枠のテレビスペシャルとしてアニメ化された（アニメ#第1作）。それに伴い、ビデオ、フィルムコミックも発売された。
2024年にはアニメ#第2作がNetflixにてシーズン1が2024年5月2日、シーズン2が2024年7月17日にそれぞれ配信された。
その他、本作を意識したキャラクターたちは、『映画ドラえもん 新・のび太の日本誕生』や短編『ドラえもん&Fキャラオールスターズ：すこし不思議超特急（エクスプレス）』にも登場している。

## 作風
歴史上の出来事に入り込むぼん達の冒険にヒューマニズム、風刺、ユーモア、お色気などの様々な要素が織り込まれたバラエティに富んだ作品。小学館の学年別学習雑誌の連載作品を多く描いてきた藤本にとって、数が少ない中学生を主人公とした作品（他には『エスパー魔美』『宙犬トッピ』など）であり、読者の対象年齢層が高めの作風となっている。第2部以降が掲載された『コミックトム』の対象年齢は、中学生だけでなく高校生から大人まで含んだ幅広いものだったため、次第により高度な内容が描かれるようになった。
処刑や事故などの人の死を多く描く関係上、流血をはじめとした比較的残酷な描写も見られるが、最終的にはハッピーエンドを迎えることが多く、全体的な作品のトーンは明るい。

## あらすじ
第1部
ある日、平凡な中学生・並平ぼん（なみひら ぼん）は、偶然T・P（タイムパトロール）隊員の少女、リーム・ストリームと出会った。リームのうっかりミスでT・Pに関する記憶が消去されなかったぼんはT・Pに消されそうになってしまう。両親の出会いを妨害し、はじめから生まれないことにするというのだ。ところがぼんが歴史にかかわる存在であることが判明したため、やむなくT・Pは秘密保持のためにぼんを隊員として入隊させる。見習い隊員となったぼんは、先輩の正隊員・リームとのコンビで数々の任務を遂行する。
第2部
正隊員に昇格したぼんは、新たに助手の安川ユミ子とコンビを組み、様々な任務を遂行する。
第3部
ぼんと、正隊員に昇格したユミ子のコンビが、様々な任務を遂行する。

## T・P（タイムパトロール）
過去の歴史で不幸な死を遂げた者の中で生存させても歴史の流れに影響しない者を救助することを目的として活動する組織。救助対象はタイムテレビの監視網を使った入念な事前調査を経て選定される。
T・Pにおける救助はあくまでも「不幸な死に方の回避」のみであり、救助後の生命維持が長く保証されるものではない。またT・Pによる救助活動で歴史が変動し新たな犠牲者が発生することがあるが、この場合は「歴史が大きく変わる危険性があるため、同一地点へ繰り返しの介入は行わない」の原則に基づき救済しないことになる。これについてT・Pは「T・Pは全能ではない」の見解を示している。
T・Pの存在は極秘。通常は記憶消去装置・フォゲッターを動作させることで、活動を目撃されてもT・Pに関する記憶のみを消去している。T・P隊員は通常生活においても自分が隊員であることは極秘としなければならない。
T・P隊員の採用方法の詳細は明言されていない。ぼんとユミ子の入隊には「入隊させることでT・Pの秘密を漏らさない立場に置くため」という理由も関係している。入隊すると最初は見習いから始まり、正隊員とコンビを組んで活動を行い、実績を積むことで準隊員、正隊員と昇格していく。第2部の「通り魔殺人事件」までは、正隊員に昇格すると1人で活動を行う規則だが、第2部「武蔵野の先人たち」ではT・Pは必ず2人で行動するという規則になっており、第3部ではユミ子が正隊員となってからも2人で活動している。
T・P隊員は「航時法」で定められた規則に則り活動を行う必要があり、規則に違反すると処分を受けたり、犯罪行為を行った場合は逮捕される場合もある。
作中ではT・P隊員が活動に対する対価を得るような描写はないが、年に1回、特別休暇が与えられる。特別休暇中はタイムボートやT・Pの装備品を使用したレジャーが許される。

### 装備品の支給
ぼんの場合は、初任務の時点で本部からタイムボート以外の主な装備品は支給されていたがそれらはリームの管理下に置かれた。ぼんにはまずフォゲッターのみが渡され、見習い隊員として学生服姿で活動を行った。ぼんは数回の任務を遂行するうちにいくつかの装備品の使い方を習い、準隊員に昇格した際にタイムボート、制服、装備品一式（扱いに慎重を要する装備品を除く）を正式に支給された。
ユミ子の場合は、初任務の際に制服、ブーツ、ヘアバンド、フォゲッター、タイムシーバーが渡された。タイムボートは正隊員になった際に支給された。

## 航時法
T・Pは歴史の流れに影響ある人物を救助してはならない（1章1条）
歴史に影響しないと本部が判断したわずかな人物（もしくは動物）以外は、不幸な目に遭っていても救ってはならないと定められている。この非情な規律は、隊員であるぼんたちを葛藤させる要素として作中でもしばしば顔を出す。歴史が大きく変わらないよう、本部にて十分に調査が行われた上で救助対象が決定され、隊員に任務が下される。
タイムトラベルの秘密は守らねばならない
タイムパトロールには過去の時代の人間に未来の技術が目撃されてはならないという厳格なルールがあり、救助行動はその時代の誰にも気付かれないよう秘密裏に行わなければならない。便利な未来の道具もおおっぴらには使えないため、様々なアイデアや工夫をこらす過程が毎話の物語の軸となることが多い。
万が一過去の人間にタイムトラベルの秘密を知られてしまった場合、さらに過去に行ってその人物の出生の契機を妨害し、存在そのものをなかったことにしてしまう措置をとる。ただし、その人間をタイムパトロールの隊員に招き入れることもある（ぼんやユミ子がそれにあたる）。
同じ時代の同じ場所に何度も介入してはならない
「紙に消しゴムを何度もかけると破れる」という例えで時空間がデリケートなものであることが説明されており、同じ時間区をタイムマシンで何度も行き来することは時空の破壊につながるため禁止されている。タイムパトロール隊は同じ時代の同じ場所に何度も介入してはならないとされ、タイムトラベルものにありがちな「任務に失敗してももう一度やり直せばよい」という安心感を作中から排除することで、ストーリー展開の緊迫化を図っている。
その他
- 過去の自然に手を触れるときは未来に及ぼす影響を調査の上行うこと（2章16条）
- T・Pは宝くじ、競馬、株式売買など金儲けの手段にタイムマシンを使用してはならない（3章56条）
- 被救助者に物理的な力を加えてはならない（5章1条）

## キャラクター
担当声優は、テレビスペシャル版（アニメ第1作） / Netflix版（アニメ第2作）の順に表記。
並平 凡（）
声 - 三ツ矢雄二 / 若山晃久
主人公。アニメ版第1作での年齢は14歳。劇中ではひらがなで「ぼん」と書かれることがほとんどで、学校の友達からは「並平」または「並平さん」と呼ばれる。名前の通り、特に取り得の無い並で平凡な中学生で、1979年の宅地化が進む武蔵野に住む共働き家庭の一人っ子。ある日任務中のT・P隊員リームに偶然遭遇し、本来ならその記憶を消去される所をリームのミスで消去し損なったためT・Pからその存在を消されそうになる。しかし、ぼんを消すと未来に大きな影響を与えることが判明したため、T・Pの秘密を守るため見習い隊員に任命される。
第2部から正隊員に昇格しリームから一本立ちするが、正隊員になってからの初めての任務の際のミスから被救助者の安川ユミ子にT・Pの存在を知られてしまい、存在を消す代わりに本部に頼み込んでユミ子をT・Pに採用してもらい、以後ユミ子とコンビを組んで行動をすることになる。
なにかと軽率な行動をとったり、フォゲッターの作動をしょっちゅう忘れるなど、T・P隊員としてはとても優秀とは言い難い。第3部になってからは、ユミ子に対してベテラン面をして仕事を簡単に済ませようとしたり失敗したりしてユミ子にフォローされることが多い。
絵が下手。だが、ある漫画の同人誌の会長から「不思議なギャグのセンスが光っている」と評価され、仲間にならないかと勧誘を受けたことがある。西部開拓時代のガンマンに匹敵する射撃の腕前があり、任務中の決闘で道具に頼らずに勝利している。

リーム・ストリーム
声 - 佐久間レイ / 種﨑敦美
ぼんが偶然出会ったT・P隊員。第1部のみ登場。自身のミスにより、ぼんにT・Pの秘密を知られてしまったことから、ぼんをT・P隊員見習いとして指導することになる。
2016年に住むミドルスクールの3年生。リームの両親は彼女がT・P隊員であることは知らない。母語は英語。
性格は真面目で、T・P隊員としての強い使命感を持っている。キリリとしたお姉さん的な性格で、見習い隊員のぼんを懇切丁寧にリードする。
カナヅチで泳げないが、「バカンスは恐竜に乗って」や「マラトン大会戦」ではタイムパトロールの装備を使って泳いでいる。
ぼんに対しては、第1部の最初のエピソードでは、ぼんを消す任務を自ら請け負い、ぼんに邪魔されても強行する冷徹さがあったが、コンビ解消前の最終エピソードでは、危険な任務にあえてぼんを同行させて、実際にトラブルになった時に「今度の仕事だけは、どうしても一緒にやりたかった」と涙ながらに告白する面を見せている。
藤本ヒロインとしては少数派のロングヘアである。髪の色は赤茶色（カラー原稿による）。原作とアニメ版（第1作・第2作）では瞳の色（原作漫画では黒、アニメ第1作・第2作では青）等でデザインの違いが見られる。
掲載誌の休刊と後継誌の未定という状況によりリームとブヨヨンは第1部の最終話「超空間の漂流者」をもってストーリーから退場している。その後、後継誌にて連載開始された第2部でユミ子がぼんの新たなパートナーとして登場し、続く第3部の途中で作者の永眠によって作品が未完となったことから、結果的にリームとブヨヨンは原作では第1部でのみでの活躍となった。なお各アニメ化作品はこの限りではなく、パートナーがユミ子に交代した後に両者が登場する機会があった。
アニメ第1作では動物（セミクジラ）への愛ゆえに時間犯罪に手を染めようとする実の兄ルイとの葛藤や、ぼんを酸素不足から救おうとした上でのキスシーンもあって実質的なヒロインとして扱われている。アニメ第2作でも、このキスシーンを意識した描写が取り入れられている。

ブヨヨン
声 - 白石冬美 / 宮野真守
第1部のみ登場。リームが時間移動のため異次元空間を移動している時に、タイムボートに張り付きついて来たゼリー状の超空間生物。人間の言葉を話す高い知能を持っていて、リームのパートナーを自称するが、T・Pの公認ではない。航時法は一応頭の中に入っている。オシッコには消火能力がある。勘が冴えており、何度かぼんとリームのピンチを救ったことがある。
体の色は単行本の扉絵およびアニメ第2作では黄色、アニメ第1作では緑色。原作漫画の台詞はカタカナとひらがなが反転された記述法になっている。アニメ第1作は語尾が「である」になる口調になっている。
リームと同様に、諸事情によって原作では第1部のみの登場となっているが、各アニメ化作品ではぼんとリームのコンビの解消後も継続的にぼんに同行している。
アニメ第1作ではリームやぼん以外のT・P隊員と行動を共にしていたり、ゲイラがぼんに彼を連れて行くよう指示を出す場面など、T・Pからある程度公認されていることを窺わせている。

安川 ユミ子（）
声 - 日髙のり子 / 黒沢ともよ
第2部より登場。ぼんと同じ時代の近所に住む13歳の中学生。通学している中学校はぼんの学校とは異なるが徒歩圏内なのでぼんの家に遊びに来たり留守番したりすることもある。本来なら通り魔に殺害される運命にあったが、T・P隊の正隊員となったぼんの工作により助命される。その際にぼんがフォゲッターの作動を忘れたためにT・Pの秘密を知ってしまう。ぼんが「心配なのはことのこをきみがだれかにしゃべらないかということだ」と言うと、ユミ子は「しゃべるかもしれないなあ」「もっともあたしも隊員になれれば別だけど」等と返答したため、ぼんは本部のゲイラに助手が欲しいと懇願。ユミ子は以後T・Pの見習い隊員としてぼんと行動することになる。
優等生的な明るい性格で、好奇心が強く活発な行動を見せる。時にやや天然ボケな面も見せる。学業成績は良好。スポーツも得意で特にテニスを好む。
第3部から正隊員に昇格。上述の通り、第1部での設定と異なりT・P隊員は原則としてペアで行動するという設定が第2部にて導入されたため、正隊員に昇格後もぼんと共に任務をこなしている。ぼんよりも後輩でありながら彼を凌ぐ活躍ぶりを見せることが多い。一方で、優しく純情な性格から任務で救えない人々に強く同情してしまう。
先輩のぼんに対して、後輩としてはやや生意気な態度をとることがある。芯が強い性格で、納得できないことに対しては本部の命令にも激しく反発する。
髪型は側面と背面がパーマがかかっているように丸くまとまっていて、ストレートにするとセミロングの長さになる。
アニメ第1作では白木陽子に似た容姿に変更され、ぼんのクラスメートという陽子のポジションに収まる設定になった。アニメ第2作も第1作と同様に出自が原作から変更され第1部から登場しており、原作で絡みが無かった陽子と友人という設定になった。
アニメ第2作では、（原作を以前に未読であった）シリーズ構成の柿原優子や他の若い女性スタッフたちの（リームよりもユミ子を好む）嗜好もあってよりヒロインとしての存在感が増しており、ぼんと同じ学校に通う同学年で別のクラスという設定になり距離感が縮められたほか、『平家の落人』エピソードでは原作とは異なり斬首されずに救出されるなどの変更点も見られる。

ゲイラ
声 - 玄田哲章 / 加瀬康之
T・P本部に所属する監察官。第1話でぼんの処遇をリームに伝えるため登場し、以後もT・Pとしてのぼんの活動（ユミ子が登場してからは彼女も含む）を監督・指導する。
アニメ第1作では役職がT・P隊長に変わり、風貌も髭を蓄えた熟年に改められている。

白石 鉄男（）
声 - 柴本浩行 / 日笠陽子
肥満型のぼんのクラスメート。ぼんともみ合った弾みで自宅の団地のベランダから転落死したが、リームが時間を逆行させ、転落死を阻止した。T・Pからは歴史に関わらない人物と判定されている。ぼんたちの野球チームで監督を務めている。

白木 陽子（）
声 - 白砂沙帆（アニメ第2作）
ぼんのクラスメート。ぼん、鉄男、柳沢といつも行動している紅一点の女の子。連載初期には、宿題の提出で先生宅を訪問するぼんに付き添うなど親密な場面が見られたが、安川ユミ子の登場後は出番が減った。ぼんのことは「並平さん」と呼ぶが、ぼんのいない所で「ぼんちゃん」と呼ぶこともあった。
アニメ第1作では統合される形で設定の大部分がユミ子に引き継がれたため未登場。第2作ではほぼ原作に準じているが、原作では絡みが無かったユミ子と友人という設定になっている。

柳沢（）
声 - 伊藤節生（アニメ第2作）
ぼんのクラスメートでメガネをかけた少年。歴史から昆虫まで精通する博識家。ぼんが歴史に関わりそうな失態を演じた際には、史実関係が変わってないかを彼に尋ねて確認する事が多い。アニメでは第2作に登場。

古田（）
声 - 木内太郎（アニメ第2作）
乱暴者。風貌はブルドッグを彷彿とさせる。愛称は「ブルタ」。

ぼんの両親
声 - 荻野晴朗（父）・竹内絢子（母）（アニメ第2作）
共働き。父親は中学まで寝小便の癖があった。

山田 ハナ（）
声 - 谷育子（アニメ第2作）
#2「見ならいT・P」でのT・Pの救助対象。1947年9月15日のカスリーン台風による洪水にのまれ死亡することになっている。第二次世界大戦で出兵した息子の太郎をひたすらに待ち続け、台風が接近していても自宅を離れようとしない。

山田 太郎（）
声 - 新垣樽助（アニメ第2作）
#2「見ならいT・P」に登場。山田ハナの息子。台風上陸の当日には出兵より帰還し浦賀駅には到着していたが、汽車が満員で乗れず、そのまま駅付近の路肩に停めてあったトラックの荷台で寝てしまう。

トト
声 - 小林親弘（アニメ第2作）
#3「ピラミッドの秘密」でのT・Pの救助対象。古代エジプトにて父スネフェルの跡を継ぎ、ジェセル王の墓となるピラミッドを完成させたが、ピラミッドの玄室の秘密を守るため、ジェセル王の宰相イムヘテプの謀略により、完成直後のピラミッドに閉じ込められ死亡することになっている。

スネフェル
声 - 浦山迅（アニメ第2作）
#3「ピラミッドの秘密」に登場。トトの父である建築技師。紀元前2592年に古代エジプトのジェセル王のピラミッド建設を受注するが、建設の途中に病死する。

イムヘテプ
声 - 中博史（アニメ第2作）
#3「ピラミッドの秘密」に登場。ジェセル王の宰相。

ダグラの娘
声 - 小原好美（アニメ第2作）
#3「ピラミッドの秘密」に登場。ピラミッド建設現場近くのオアシスであるダグラに住む女性。後にトトと家庭を持つ。

セリーヌ
声 - 早見沙織（アニメ第2作）
#5「魔女狩り」でのT・Pの救助対象。1677年に魔女裁判にて魔女とされ(実際には拷問に屈した)、火刑にて死亡することになっている。南フランスの人里離れた森で祖父と二人で暮らしていたが、祖父の亡き後もそのまま森で一人で暮らし続けている。密猟者フェルナンから言い寄られるが、許嫁のジャンの存在を理由に拒絶すると、それを逆恨みしたフェルナンの謀略により魔女に仕立て上げられる。

ジャン
声 - 日野聡（アニメ第2作）
#5「魔女狩り」に登場。セリーヌの許嫁だが、遠く離れたリオンで暮らす。

チャムク
声 - 徳留慎乃佑（アニメ第2作）
#6「白竜のほえる山」でのT・Pの救助対象。西暦628年に玄奘法師(三蔵法師)の天山山脈越えに随行するシェルパとなるが、雪崩に巻き込まれて死亡することになっている。シェルパになる前は、天山山脈の麓の村で羊の放牧を営む父と暮らしていた。

チャムクの父
声 - 小山力也（アニメ第2作）
#6「白竜のほえる山」に登場。昔シェルパをしていた際に全ての仲間を失った経験があり、チャムクがシェルパを志すことには反対する。

玄奘法師(三蔵法師)
声 - 三宅健太（アニメ第2作）
#6「白竜のほえる山」に登場。正しい仏法を広めるため、天竺へ目指す途中に天山山脈を越えることになる。

クレウーサ
声 - 石見舞菜香（アニメ第2作）
#7「暗黒の大迷宮」でのT・Pの救助対象。紀元前1500年の古代ギリシア文明都市アテナイの貴族の女性。クレタ王国への生贄として死亡することになっている。

メネステス
声 - 山下誠一郎（アニメ第2作）
#7「暗黒の大迷宮」でのT・Pの救助対象。同じくアテナイの貴族の男性。クレウーサと共にクレタ王国への生贄として死亡することになっている。

敷島 明子（）
声 - 榊原良子（現在）・千本木彩花（若年時代）（アニメ第2作）
#8「戦場の美少女」で登場するぼんの学校の英語教師。戦争で許嫁を失い、以来独身を貫いていたが、その許嫁がT・Pに救助されたことで主人と子供を持つ身に素性が変わった。
融通が利かない性格で、宿題の提出を忘れたぼんに宿題を自宅まで持ってこさせたり、提出した宿題が間違いだらけとわかると、そのまま自宅でやり直しをさせたりしている。
アニメ第2作では、ぼんに戦時中の暮らしぶりを語る街のお年寄という設定になっている。

桜木 武男（）
声 - 畠中祐（アニメ第2作）
#8「戦場の美少女」でのT・Pの救助対象。上記の敷島明子の許嫁で旧日本軍第七次菊水隊の海軍少尉。太平洋戦争末期の沖縄戦で神風特攻隊として出動するが、被弾したことで本土に不時着して命拾いする。その後、単身で敵陣に斬り込んで玉砕しようとするが、そこをぼんとリームにより現代に生きる明子と脳波がリンクされ、彼女に説得されることで敵陣に投降して生還する道を選ぶ。

ジム
声 - 鈴木崚汰（アニメ第2作）
#11「OK牧場の近所の決闘」でのT・Pの救助対象。西暦1881年アメリカ合衆国アリゾナ州トゥームストーンの街の近郊で決闘に敗れて死亡することになっている。駅馬車強盗の犯人として逮捕・投獄されたが、これは真犯人であるグレン・モーガンがジムに罪を被せるためにデタラメな証言をしたことによるもの。その後、グレン・モーガンを捕まえるべく脱獄し、指名手配されている。

フィリッピデス
声 - 神尾晋一郎（アニメ第2作）
#12「マラトン大会戦」に登場。紀元前490年ペルシア王国軍がアテナイ軍と戦闘したマラトンの戦いの後、アテナイ軍が勝利した旨を知らせるため、アテナイまで走る伝令。

フィリッピデスの妹
声 - 金元寿子（アニメ第2作）
#12「マラトン大会戦」に登場。アテナイにて伝令である兄の到着を待つ。

アンブローズ・ビアス
声 - 藤真秀（アニメ第2作）
#14「超空間の漂流者」でのT・Pの救助対象。1913年メキシコで突然姿を消した小説家。自分の意志に因らず時間軸を移動してしまうタイムトリッパー。

未来のT・P隊員
声 - 鈴村健一（アニメ第2作）
#14「超空間の漂流者」で登場。環境破壊と宇宙移民で廃棄された未来の地球にタイムトリッパーが漂着しないかを監視している。タイムボートは球型でユニフォームも異なる。

通り魔
声 - 興津和幸（アニメ第2作）
#15「通り魔殺人事件」でユミ子を刺殺する通り魔。ユミ子の殺害がぼんによって阻止されると、今度は別の女性の殺害にかかる。最終的に事件自体がぼんの活躍により防がれ、通り魔はタイムコントローラーで早送り状態になったユミ子により撃退される。

タラ子 タラ夫（）
声 - うえだゆうじ（アニメ第2作）
#16「チャク・モールのいけにえ」で登場する漫画家。マヤ文明の遺跡を見に行ってピラミッドから転落するのをT・Pによって助けられる。モデルは藤子不二雄の藤本弘本人。藤本は実際に高所恐怖症で、マヤのピラミッドを訪れた経験もある。
他にも#7「暗黒の大迷宮」で、ジャルパックツアーでクノッソス遺跡を訪れた藤本弘本人と思わしき男性が登場する。アニメ第2作ではタラ子に変更された。

ニーシュ
声 - 本泉莉奈（アニメ第2作）
#16「チャク・モールのいけにえ」に登場。正式なT・Pの救助対象ではない。古代マヤ文明のピラミッドにおいて生贄で死亡することになっている少女。ぼんとユミ子が古代マヤ文明を見学に行った際に、ぼんがユミ子にビジプレートの使い方を説明しようしたところ、ちょうど生贄になる様子が映っていた。

加茂丸（）
声 - 藤原夏海（アニメ第2作）
#17「平家の落人」でのT・Pの救助対象。平家の一族の少年。1185年の壇ノ浦の戦いで敗戦間際に舟から海に身を投げて死亡することになっている。

源 義経（）
声 - 浦和希（アニメ第2作）
#17「平家の落人」に登場。

狩人
声 - 檜山修之（アニメ第2作）
#19「最初のアメリカ人」でのT・Pの救助対象。氷河期である約3万5千年前のベーリンジア地峡に暮らす集落の若者。この地域の冬は過酷なため、「冬の間に動物たちが移住する先には快適な環境があるに違いない」と集落の仲間と共に探索の旅に出るが、その途中で凍死することになっている。

トーマス・F・ブラウン
声 - 村瀬歩（アニメ第2作）
#19「最初のアメリカ人」に登場。白木陽子の家に遊びに来たアメリカ人の少年。白木陽子とは夏のキャンプで知り合った。遠い先祖にイギリス王朝のプランタジネット家やネイティブ・アメリカンの一族がいる。

ウル・ドゥムジ
声 - 島袋美由利（アニメ第2作）
#20「シュメールの少年」でのT・Pの救助対象の一人(今回の救助対象は村人全員)。紀元前3319年のシュメール（今のイラク）の小さな村ウルクに住む少年。盗賊団の襲撃により村が襲われ死亡あるいは奴隷にされることになっている。

ゲメ・イナンナ
声 - 下地紫野（アニメ第2作）
#20「シュメールの少年」に登場。ウル・ドゥムジの幼馴染み。同じウルク村に住んでいたが、父の仕事の都合により他の村へ転居する。

ル・ナンナ
声 - 小松史法（アニメ第2作）
#20「シュメールの少年」に登場。ウル・ドゥムジの父。

ジョン・デフォー
声 - 平川大輔（アニメ第2作）
#22「T・P隊員の犯罪」に登場する20世紀初頭のT・P隊員。隊員歴5年の23歳の英国人で「勇敢で正義漢が強く心優しい男」と評価は高かったが、セミクジラの絶滅を防ぐために捕鯨水夫のザブロックを殺して歴史を変えたことがT・P本部に知れ、指名手配される。
アニメ第1作では、アニメオリジナルキャラクターのT・P隊員ルイ（リームの兄 / 声 - 中尾隆聖）が同じ役を担っている。

ザブロック
声 - 上田燿司（アニメ第2作）
#22「T・P隊員の犯罪」に登場。密漁船にて捕鯨の経験がある水夫。1667年イギリスの港町サウサンプトンにてT・P隊員のジョン・デフォーに殺されることになっている。

クロマニヨン人の少年
声 - 高山みなみ（アニメ第2作）
#23「魔獣デルブ」でのT・Pの救助対象。約2万1000年前の南フランスにて狩りに失敗したため集落から追放された挙句、「デルブ」と呼ばれるコエロドンタに突き殺されることになっている。父は「デルブ」に襲われている（父の生死は不明）。

メノア
声 - 本渡楓（アニメ第2作）
#25「トロイが亡びた日」でのT・Pの救助対象。紀元前1229年トロイ戦争の頃、トロイにて王妃付きの奴隷となっていた少女。元はエーゲ海にある小島の王女。トロイの木馬によるギリシア軍の夜襲において死亡することになっている。

シュリーマン
声 - 手塚秀彰（成人）・小市眞琴（少年時代）（アニメ第2作）
#25「トロイが亡びた日」に登場。1868年よりトルコにてトロイア遺跡の発掘に着手したとされる考古学者。

シュリーマンの助手
声 - 土岐隼一（アニメ第2作）
#25「トロイが亡びた日」に登場。シュリーマンの晩年における発掘作業の助手。

アイザック
声 - 中島卓也（アニメ第2作）
#28「死神の大軍」でのT・Pの救助対象。1348年の北フランスのモレーヌの町で両替商を営むユダヤ人の男性。当時のヨーロッパで大流行した黒死病に罹患して死亡することになっている。

リベカ
声 - Lynn（アニメ第2作）
#28「死神の大軍」に登場。アイザックの娘であり、父と同じユダヤ人。黒死病に罹患しなかったものの、「黒死病を蔓延させたのはユダヤ人だ」というデマにより領主に拉致され、アイザック共々処刑されそうになる。

T・P二十世紀担当支部長
#30「古代の大病院」で登場。ベテラン隊員になったぼんが「できる限り自然な方法で救助しなければならない」というT・Pの原則を遵守せずに、道具に頼り切った手抜き救助を行っていたため、叱責するために現れる。さらにタイムボートの整備を怠りエンストさせてローマ軍に捕まり処刑されかけたぼんを救助して「人を救うT・P隊員が救われるなど本末転倒」と二重に叱責する。

ウィル
声 - 左座翔丸（アニメ第2作）
アニメ第2作のオリジナルキャラクターで、T・P犯罪捜査課の捜査官。犯罪捜査課はT・Pの活動に干渉しないように行動するのでT・P隊員にもほとんど存在が知られていない。

アムリ
声 - 逢坂良太（アニメ第2作）
アニメ第2作オリジナル回#23「雨に沈む遺跡」でのT・Pの救助対象。紀元前2400年のモヘンジョ・ダロの近いコート・ディジーの町に住む青年。乾季に合わせモヘンジョ・ダロへ行商に出かけたが、例年より早まった雨季による洪水で死亡することになっている。

ピラク
声 - 高垣彩陽（アニメ第2作）
アニメ第2作オリジナル回#23「雨に沈む遺跡」に登場。コート・ディジーに住む娘。

ロヒラ
声 - 皆川純子（アニメ第2作）
アニメ第2作オリジナル回#23「雨に沈む遺跡」に登場。モヘンジョ・ダロの踊り子。

研究者
声 - 三木眞一郎（アニメ第2作）
アニメ第2作オリジナル回#24「タイムパトロールぼん」に登場。超次元媒体ディメントロンを人工的に発生させるディメンション・ボールを開発し、それに乗って時空間移動をしていた。しかし、ディメンション・ボールが暴走してしまい、紀元前2400年のモヘンジョ・ダロに取り残される。

ローザ
声 - 斎藤千和（アニメ第2作）
アニメ第2作オリジナル回#24「タイムパトロールぼん」に登場。リームの救助課時代の先輩であり、その後は処理課へ異動。時空痕の調査のため1872年アゾレス諸島の近海で漂流するメアリー・セレスト号へ赴くが、暴走するディメンション・ボールが作った時空痕に吸い込まれ行方不明となる。

## タイムパトロールの道具
タイムボート
本作品において使用される個人用のタイムマシン。外見はスノーモービルに似た流線型の機体の後部に大きなトランクが付属しており、オートバイのように直接またがって運転する。操縦はレバーを握ることでコンピューターが脳の電流を読み取り、自動的に調整を行う。そのため操縦系統は1軸（前後）のレバー2本とスターターペダル、ブレーキペダルのみのシンプルなもので、メーターなどは存在しない。また、ボートで通常空間を飛ぶことの他に次元変換で超空間にバイパスして遮蔽物を通過することも可能。放置されると自動的に隠れ、登録された声で呼ばれない限り出てこない「自動かくれんぼ機能」が備わっており、タイムマシンの秘密が漏れないようにセキュリティには気を使われているが、かくれんぼ機能が故障したのか、アラビアの町でアラジン少年に拾われ魔法のランプと勘違いされたこともある。なおロック機能は付いていないようで、放置されたボートは誰でも動作させることが可能となる。
背部に設置された大型のトランクスペースは物品の収納以外にも様々な機能を持つ。現場で何か物品を調達する必要が出てきたとき、タイムパトロール本部に連絡すればこのトランク（時空直送管）を通じて必要な物品を時空転送してもらうことができる。その他、圧縮学習法を使用するための「圧縮学習装置」、収納式の薄型モニタ「ビジプレート」などがトランクスペースに備わっている。第3部からはトランクが小型化された新型機が配備された。
トランクには、常備品として野営用の空中テントや、カロリーメイトに似た非常食等が収納されている。
故障しやすいため定期的な点検が必要で、整備を怠ると逆流時間を漏らして周囲の時間を巻き戻したり、思うように操縦できなくなったり、最悪エンストで運転自体ができなくなったりする。操縦系統が故障した場合はメインスイッチを「自動」に切り換えることで他のボートに誘導してもらいフルオートで運転することが可能。
非常時には本部から予備のタイムボートを取り寄せることができるが、作中で活用されたのは第一話の、ぼんに乗り逃げされたタイムボートをリームが追いかけた時のみである。
その他に、新型タイプは警報装置などの他、ボートの先端に溶解液砲を備える。
また、「超空間の漂流者」で登場した未来のタイムパトロール員の使用する球形のタイプも存在する。
アニメ第2作では通常用のタイムボートの他にも、銀色に塗装されたスペア用、対象を捕縛する特殊エネルギービーム砲を2門備えた犯罪捜査課用、小口径だが高出力のエネルギービーム砲を備える特異現象処理課用の各種タイムボートが登場している。
『映画ドラえもん のび太の絵世界物語』にも登場する。
制服（）
簡易的なバリヤーが張られ、温度・気圧・水圧の変化から守ってくれる。作中では水中での活動を可能にしたり、煮えたぎる熱湯に入っても何ともない、などの描写があった。ただし、第1話でリームがおぼれたり、矢が刺さってT・P隊員が倒れる描写もあり、防御効果がどのように、どれだけあるのかは不明瞭である。第2部で支給されたユミ子の制服はぼんやリームのものとはデザインが異なっており、第3部からはぼんの制服もリニューアルされた。旧デザインのユニフォームはユミ子に言わせると「アカぬけないデザイン」で、女性用はノースリーブにミニスカートで露出度が高かった。
ヘルメット
核爆発にも耐えられる。だが、ヘルメットは核爆発に耐えられても制服は耐えられるのかは不明。またヘルメット自体についても、ヘルメットの上から槍で叩かれて倒れる描写がある。ゴーグルが付いており、超空間移動中は基本的にゴーグルを着用する。
リニューアルされた制服ではヘアバンド状の装備品に変更され、ヘルメットはなくなった。ヘアバンドにヘルメットとしての機能性があるのかは不明。
アニメ第1作では登場しない。
ブーツ
かかとが「引き出し超空間」になっていてタイムコントローラーなどの多くのものが入る。ブロック状の救命糧食が2個常備されている。
タイムシーバー
小型の通信機。時間を超えた通信が出来、本体のどこの部分を押しても操作が可能。制服着用時は胸部分に装着するが、指令を受けるのにも使用するので非任務時もポケットに入れるなどして常に携帯する必要がある。通信可能な時間範囲は設定上では前後14時間前後に限られるとなっているのだが、作中の描写ではリームが2016年からぼんに連絡している描写があり、正確な通信可能な時間範囲は不明。呼び出し音は「ビ、ビ、ビ」というブザー音で腹を壊したときの音に似ているらしく、呼び出し音を聞いた周りの人がぼんの健康を気遣って、彼が席を外すのを容認するくだりが複数回ある。#21「武蔵野の先人たち」ではぼんが本部に「あのねえブザーの音もう少しなんとかならないかしら」と伝える場面が描かれている。電池が切れると使えなくなる。
初出の雑誌掲載時は「タイムトランシーバー」「トランシーバー」の表記もあったが、単行本収録時に「タイムシーバー」に統一された。
『ドラえもん』にも同名の道具が登場するが、こちらはトランシーバー型で、未来の古道具屋「珍品堂」と交信できるのみとなっている（ドラえもんのひみつ道具 (たあ-たお)#タイムシーバーを参照）。
フォゲッター
リストバンド状の装置でT･P入隊者に最初に与えられる基本装備品。手首に装着して使用し、赤いボタンで起動する。周囲の人間の大脳に働きかけ、T・P隊員を目撃した記憶だけを選択的に失わせる。起動したフォゲッターの効果範囲内にいる対象はその時点では記憶を失うことはないが、隊員からある程度距離を離れた時点で、T・P隊員に関する記憶が失われる。フォゲッターのスイッチを押していない時に隊員が目撃された場合はそれを忘れさせることはできない。また、写真など他の媒体に記録されたものには当然ながら効果がない。
T・Pが活動中は、この装置を必ず起動させておく規則になっているが、任務達成に現地の人間の協力が必須な場合は、あえてフォゲッターのスイッチを押さないこともある（その場合は現地人に変装し、未来人だとバレないように振舞う必要がある）。ぼんやリームは「スイッチを押し忘れる」というドジを踏むことが頻繁にあり、そのおかげでトラブルに巻き込まれることも多い。この逆に「スイッチを切り忘れた」ため、協力を取り付けた現地人がその記憶をなくしてしまい任務達成の計画に狂いが生じたこともある。
腕輪上には起動スイッチの他に、年代等を表示するメーター（時空座標表示窓）が付いている。メーターの表示限度は下流（未来方向）3000年で、それ以上未来に移動すると表示できなくなる。
生体コントローラー（）
8mmフィルムカメラのような外観をした機器で、動物に電極を打ち込むことで自分の脳からの指令を相手の筋肉に伝え行動をコントロールする装置。動物を乗り物として利用したり、「困っている人を動物が助ける」という状況を演出するのに使われる。機器自体は電極を打ち込むための道具でコントローラーの役割をするものではない。第2話でT・P隊員の装備品が解説されるくだりでは「生体ラジコン」と書かれているが、作品全般では「生体コントローラー」表記が多い。
『ドラえもん』にも、同様の効果を持つ「生物コントローラー」という道具が登場する。
チェックカード
「安全カード」と呼ばれることもある。対象物にかざすと、歴史に影響を与える存在であれば光って知らせる。光の強さは対象の歴史に対する重要度で変化する。T・P隊員が本来の救助対象以外の人物を救助するとき、あるいは生体コントローラーなどで相手を利用するときは、このカードで相手が歴史上の影響がない存在かを確認しなければならない。カードに反応した相手には極力干渉してはならないとされている。#2「見ならいT・P」の装備一式一覧に初登場するが、実際に使用する場面が描かれたのは#10「バカンスは恐竜に乗って」で、それ以前は本部に問い合わせて確認していた。
『ドラえもん のび太の新恐竜』にも登場するが、映画版と小説版では設定に差異がある。映画版は本作と同様に対象物へかざすことで反応の有無を確認するが、小説版では対象物にかざさず事象に対し発光して反応を示す描写となっている（映画ドラえもんのひみつ道具#チェックカードを参照）。
タイムコントローラー
バトン状の機器でT･P装備品の中でも正隊員にならなければ支給されない。周囲の時間を遅くさせる「スローモーション」、逆に加速させる「コマ落とし」、一時停止させる「タイムロック」（限度は30分）、時間を逆転させる「巻き戻し」(最大5分前まで）などの操作を手軽に行うことができる。なお、これらのうち「巻き戻し」の機能はタイムボートでも使用可能だが、いずれでの使用も時空間にほころびを生じさせる原因となるため、気軽に使用することは推奨されないとされている。
ホログラム装置
未来技術によって臨場感たっぷりに作られた立体映像を投射する装置。映像はT・P隊員の依頼に応じてT・P特撮部で作成される。「自動反応装置」によって、周りで起こった物理現象に自動で合わせる（ホログラムの怪物が、打ち込まれた矢に合わせて倒れる、など）こともできる。現場の文化圏で信仰されている神様の映像を使って、救助対象を助けるための「神託」を演出するという使い方が多いが、リームいわく、大抵の人間は「自分の信じたいことだけ信じる」ため、めったに効果はないとのこと。
エイシャ錠（）
老化を防ぐ薬。特定の時代に長期間とどまって仕事をするときに飲む。飲み過ぎると赤ん坊になる。
ねむくならない薬（）
夜間任務などの際に眠くならないように飲む薬。
同様の薬は『ドラえもん』にも登場する（ドラえもんのひみつ道具 (はあ-はと)#ハツラツンを参照）。
ルーツ探知機（）
2つのプラグを1人1つずつ握ると、その2人の共通の祖先がわかる。任務で使用したのではなく、ぼんがT・Pカタログに載っていたのを興味本位で取り寄せた物。外観は任天堂のラブテスターに似ている。
インスタントモデルハウス
住居を仮設するのに使用される。特殊なビニール製で出来ており、原寸大まで膨らますと材質が本物そっくりの質感で固まる。材質は経年劣化することがないため、使用後に分解処理しないと永久に残ることになる。
アニメ第2作では小型ボンベとセットの「空中テント」が登場した。
系類ガス（）
T・Pの新発明。小さな球状の物体で、投げて当てると破裂してガスが出て、その煙を浴びた人同士はマインドコントロールされてお互いを肉親だと思い込む。（ただし相手からは若干不自然に思われる）。T・Pが任務中の時代の人物になりすます必要があるとき、現地で肉親を作るために使用される。ただし効果は両方に及ぶため、効き目が切れるまではT・Pの方もその人に対し家族への情を感じてしまう。
時空ガン（じくうガン）
追跡対象のタイムトリッパーに標識を打ち込むのに使用する。標識からはタキオン粒子が放射されているので、それをセンサーで探りながら自動追跡（オート）に設定したボートで追いかける。
ショックガン
電撃状の光線を発射して相手にショックを与える銃。出力を調整するダイヤルが付いている。弱いと相手に痛みを与えるだけで、強くすると相手を気絶させることができる。小道具としてリボルバー式の拳銃を模した物もある。
注射器（）
ハンコ注射のような短い針が複数ついた注射器。現地人になりすますために一時的に色素を変質させる注射、一時的に仮死状態になるための注射、心肺停止を蘇生させる注射、即効性の抗生物質を投与して治す瞬間治療薬などがある。
透視ライト（）
照らすことで障壁の先が透視できる懐中電灯。
多重情報カメラ（）
人物の骨格・血液型・毛髪・虹彩、物体の原材料・産地・品名など、解析することで様々な情報が得られる写真が撮れるカメラ。撮った写真はT・P本部の鑑識課で鑑識してもらう必要がある。
超空間センサー（）
対象物の情報をインプットすることで時間を超えて所在を追跡できるセンサー。
瞬間増毛剤（）
ふりかけると瞬間的に髪が伸びる。現地人に合わせて髪を伸ばす場合に使用する。
ウエザリングマシン
周囲の気圧を調整して天候を変化させる装置。雨を降らせるだけの「人工降雨機」も存在する。
ハンディタイムマシン
犯罪を犯したT・P隊員のジョン・デフォーが逃亡する際に使用。タイムボートを使わずに時間移動ができる以外の詳細は不明。

## 用語
圧縮学習法（）
T･P隊員に必要な知識や任務に必要な情報をタイムボートの「圧縮学習装置」を使って頭に取り込む方法。資料を収めたメディアや書物をタイムボートのトランクスペースにセットするか、もしくは本部のマザーコンピューターから情報を送ってもらい、ボートから接触端子を引っ張り出して額に取り付けることで知識・情報が滝のように脳内の送り込まれる。この方法で外国語をネイティブレベルで習得することも可能。ただし、この方法で得た知識は繰り返し活用しない限り、自然と忘れてしまい長続きしない。
ぼんは学校の宿題などにも応用しているが上記の特性ゆえ、学業成績にはあまり反映されていない。
密猟者（）
金儲けや遊び目的で許可無く時間旅行をして昔の生物を狩る無法者。歴史を変える恐れがあることから法律で禁止され厳しく取り締まりされている。作中では明示されていないが、未来の世界では時間旅行が実用化されT・Pの存在も知られたものになっていることが示唆される。
タイムトリッパー
時間転移者とも呼称。時間の渦に巻き込まれ、超空間を漂流する者を指す。竜巻に乗って流されるようなもので、うっかり近づくと巻き込まれてしまう。T・P隊員でも救出しようとして巻き込まれ、複数人犠牲者が出ている。そのためT・P隊員は追跡しつつ、どこかの時代に打ち上げられるのを待ち、救出を行う。作中では世界の行方不明事件などを実例としてリームが説明している。『ドラえもん のび太の日本誕生』ではドラえもんが「時空乱流」について行方不明事件の実例を挙げるなど、ほぼ同様の説明を行っている。また、『映画ドラえもん のび太の絵世界物語』では時空ホールに巻き込まれたクレアを指し、ドラえもんが同じ呼称を使用している。

## 各話一覧
凡例
- # - 雑誌掲載順の通し番号
- 部 - 第何部かを表す番号
  - 第1部は『少年ワールド』、第2部と第3部は『コミックトム』に掲載
  - 藤子・F・不二雄大全集は全3巻で巻数と紐付いている
- 初出年.月 - 初出の掲載誌が発売された年月
- 単行本初収録年.月 - 初収録された単行本が発売された年月。それぞれ以下を表す
  - 1979.09 - 希望コミックス（潮出版社）1巻
  - 1979.10 - 同2巻
  - 1981.07 - 同3巻
  - 1983.10 - 同4巻
  - 1985.08 - 同5巻
  - 2008.11 - スペシャル版（潮出版社）3巻
  - 2012.03 - 藤子・F・不二雄大全集（小学館）3巻
- 加筆修正 - 単行本収録時に加筆修正があったもの
- カラー - カラーページが含まれるもの

| #  | 部 | エピソード名             | 雑誌掲載時の エピソード名 | 初出 年.月 | 単行本 初収録 年.月 | 加筆 修正 | カラー |
| -- | -- | ------------------------ | ------------------------- | ---------- | ------------------- | --------- | ------ |
| 1  | 1  | 消されてたまるか         | 同                        | 1978.07    | 1979.09             | -         | ●      |
| 2  | 1  | 見ならいT・P             | タイム・パトロール見習い  | 1978.08    | 1979.09             | ●         | ●      |
| 3  | 1  | ピラミッドの秘密         | 同                        | 1978.09    | 1979.09             | ●         | -      |
| 4  | 1  | 古代人太平洋を行く       | ミンダナオ沖の遭難者      | 1978.10    | 1979.09             | -         | -      |
| 5  | 1  | 魔女狩り                 | 同                        | 1978.11    | 1979.09             | ●         | -      |
| 6  | 1  | 白竜のほえる山           | 山のそう難者              | 1978.12    | 1979.10             | ●         | ●      |
| 7  | 1  | 暗黒の大迷宮             | アテナイの生けにえ        | 1979.01    | 1979.09             | ●         | -      |
| 8  | 1  | 戦場の美少女             | 沖縄の特攻隊員            | 1979.02    | 1979.10             | ●         | -      |
| 9  | 1  | 妖狐、那須高原に死す     | 殺生石伝説                | 1979.03    | 1979.10             | ●         | -      |
| 10 | 1  | バカンスは恐竜に乗って   | 恐竜時代へ                | 1979.04    | 1979.10             | ●         | -      |
| 11 | 1  | OK牧場の近所の決闘       | ガン・ファイター          | 1979.05    | 1979.10             | ●         | -      |
| 12 | 1  | マラトン大会戦           | マラトンの会戦            | 1979.06    | 1979.10             | ●         | -      |
| 13 | 1  | シンドバッド最後の航海   | 同                        | 1979.07    | 1981.07             | ●         | -      |
| 14 | 1  | 超空間の漂流者           | 同                        | 1979.08    | 1981.07             | ●         | -      |
| 15 | 2  | 通り魔殺人事件           | 通り魔殺人                | 1980.04    | 1981.07             | ●         | -      |
| 16 | 2  | チャク・モールのいけにえ | 同                        | 1980.05    | 1981.07             | ●         | -      |
| 17 | 2  | 平家の落人               | 同                        | 1980.08    | 1981.07             | ●         | -      |
| 18 | 2  | ドラキュラの館           | 同                        | 1981.04    | 1981.07             | ●         | -      |
| 19 | 2  | 最初のアメリカ人         | 同                        | 1981.09    | 1983.10             | ●         | -      |
| 20 | 2  | シュメールの少年         | 同                        | 1982.01    | 1983.10             | ●         | ●      |
| 21 | 2  | 武蔵野の先人たち         | 同                        | 1982.05    | 1983.10             | ●         | -      |
| 22 | 2  | T・P隊員の犯罪           | 同                        | 1982.08    | 1983.10             | ●         | -      |
| 23 | 2  | 魔獣デルブ               | 悪魔の化身・デルブ        | 1983.04    | 1983.10             | ●         | -      |
| 24 | 2  | 奴隷狩り                 | 同                        | 1983.05    | 1983.10             | ●         | -      |
| 25 | 3  | トロイが亡びた日         | トロイ伝説を信じた男      | 1984.05    | 1985.08             | -         | ●      |
| 26 | 3  | 浦島太郎即日帰郷         | 浦島太郎伝説              | 1984.07    | 1985.08             | ●         | -      |
| 27 | 3  | 誰が箱舟を造ったか       | ノアの箱舟                | 1984.09    | 1985.08             | ●         | -      |
| 28 | 3  | 死神の大軍               | 同                        | 1984.11    | 1985.08             | ●         | -      |
| 29 | 3  | 鉄の町の秘密             | 同                        | 1985.01    | 1985.08             | -         | -      |
| 30 | 3  | 古代の大病院             | 同                        | 1985.03    | 2008.11             | -         | -      |
| 31 | 3  | 十字軍の少年騎士         | 同                        | 1985.05    | 1985.08             | ●         | -      |
| 32 | 3  | 神の怒り                 | 同                        | 1986.02    | 2008.11             | -         | -      |
| 33 | 3  | ローマの軍道             | 同                        | 1986.03    | 2008.11             | ●         | -      |
| 34 | 3  | 王妃ネフェルティティ     | 同                        | 1986.05    | 2012.03             | -         | ●      |
| 35 | 3  | ひすい珠の謎             | 同                        | 1986.06    | 2012.03             | -         | -      |

古代人太平洋を行く
ブヨヨンの台詞「腹ペコデクルッタミタイニナッテル」が、後年の単行本では「腹ペコデワケガワカラナクナッテル」に変更されている。
魔女狩り
本エピソードは拷問シーンが雑誌掲載時は1コマだったのが、単行本収録時に大幅加筆されている。
暗黒の大迷宮
本エピソードで、任務中にぼんとリームが巨大牛の角で胸を突かれて、ぼんは絶命する死亡事故を起こしている。この後、たまたま近くを彷徨っていたぼんのタイムボートが逆流時間を洩らしたことで助かっている。
バカンスは恐竜に乗って
ぼんとリームが1億9000万年前の恐竜時代でバカンスを楽しむ回。海中遊泳、ブロントサウルスとの遭遇、密猟者の登場など『ドラえもん』の映画第1作『のび太の恐竜』と類似した内容となっている。本作は1979年4月に発表されたが、映画『のび太の恐竜』のシナリオは藤本の手により同年夏に執筆されている。
1998年4月3日には本作が一部アレンジの上、『ドラえもん』の特番エピソード「ジュラ紀でドラミが大ピンチ」としてアニメ化、放送された。登場人物は『ドラえもん』の登場人物に置き換えられている。
超空間の漂流者
本作は掲載誌の『月刊少年ワールド』が休刊になることから、雑誌掲載時は最終回の扱いで「一年間のご声援ありがとう。ボンもやっと正隊員になれました。再会を楽しみに祝福の拍手を！！ T・Pぼん だい一部 -完-」の記述があった。この後『月刊コミックトム』にて連載が再開され第2部に続いていった。
通り魔殺人事件
正隊員に昇格したぼんは、初仕事として通り魔事件で殺されることになる女子中学生・安川ユミ子を救う任務を与えられるが、フォゲッターの使用を忘れてユミ子にT・Pの存在を知られてしまう。困り果てたぼんに対して自分もT・Pになりたいと思ったユミ子が「私も隊員になれば秘密が守れる」と言い出したことから、ユミ子を助手としてT・Pに採用するようゲイラに頼み込むことになる。
平家の落人
本エピソードで、任務中に救助対象に化けたユミ子が正体がばれて斬首される死亡事故を起こしている。この後、救援に来たぼんが慌ててタイムコントローラーで巻き戻しを行ったことで助かっている。アニメ第2作では、斬首直前に救援に来たぼんがタイムコントローラーでタイムロックを行ったため、斬首はされていない。
ドラキュラの館
本エピソードの前半でヴラド公は「1485年にドナウ川で溺死」と語られているが、ユミ子がタイムフィールドでトルコ軍の進軍を早めたことで、結末が「1476年にブカレストでトルコ軍と戦闘中に死亡」という歴史に変わっている。現実では後者が実在の歴史であり、現実の歴史が実はT・Pにより変えられた歴史であったという事案である。
奴隷狩り
雑誌掲載時は最終ページの柱に「『T・Pぼん』第二部は今回をもって終了します。第三部再会の日まで、ひとますサヨウナラ。」の記述があった。この後、一年間の休載期間を経て第3部が開始される。
鉄の町の秘密
本エピソードの「ヒッタイトの製鉄が季節風によって行われた」という着想は、NHKブックスの『鉄を生みだした帝国 - ヒッタイト発掘』（ISBN 978-4-14-001391-5）による。
ローマの軍道
本エピソードは1986年に全30頁が雑誌に掲載された後、単行本への収録を見越して加筆修正が行われ全34頁となった。1996年に藤本が死去してからも加筆原稿は未刊行の状態のまま埋もれていたが、2008年に藤子・F・不二雄大全集に初収録され、日の目を見ることとなった。
王妃ネフェルティティ
本エピソードは1986年に雑誌に掲載された後、単行本への収録を見越して加筆修正が行われている途中の状態となっていた。これは、2012年3月23日発行の藤子・F・不二雄大全集『T・Pぼん』第3巻初版第1刷に初収録された際に本エピソードが雑誌からの複写収録となった理由として「現存する原稿が扉絵を除き修正途中の状態で単行本収録が困難」と記載されていたことから判断できる。2014年12月20日発行の同書初版第2刷では、本エピソードの一色ページが原稿からの複写収録となり、美しい状態で読めるようになった。

## 単行本
アニメ版を除き、すべて書名は『T・Pぼん』。
- 希望コミックス - 全5巻30話 潮出版社
- 藤子不二雄ランド - 全5巻24話 中央公論社
- 愛蔵版 - 全1巻24話 中央公論社
- 中公文庫 - 全3巻24話 中央公論社
- アイランド・コミックス Primo - 全5巻30話 嶋中書店
- てんとう虫コミックスアニメ版 - 上下巻 小学館　※書名は『T・P・ぼん』表記（Pの後ろにも中黒がある）
- スペシャル版 - 全3巻33話 潮出版社
- 藤子・F・不二雄大全集 - 全3巻35話 小学館
- 中公コミックライトスペシャル - 全3巻30話 中央公論新社
- 新装版（ビッグコミックススペシャル） - 全5巻35話 小学館

### 単行本完全収録までの経緯
本作にはかつて、雑誌掲載後25年以上経っても単行本に収録されない回が存在した。
5話が未収録に
#各話一覧の「単行本初収録年.月」欄を見れば分かるように、希望コミックス第5巻には#25–29、#31の6話が収録された。本作は第5巻の発売後も数ヶ月おきに新作が雑誌掲載されていたが、第6巻が発売されることはなく、結果的に希望コミックス版は5巻で完結。#30、#32–35の5話は未収録となり「幻の話」と化した。
第3部全11話が読めない時代
中央公論社から発売された「愛蔵版（1991年）」、「中公文庫版（1995年）」、および「藤子不二雄ランド（1988年 - 1991年）」には、第3部の話がいっさい収録されていない。このため、希望コミックス版が発売された1985年から、後述するアイランド・コミックス版が発売される2002年までの約17年間は第3部の全話が「幻」となっていた。
第3部の6話が復活
2002年になって、嶋中書店からコンビニエンスストア向けのペーパーバックで、「復活・幻の6話収録シリーズ」を謳った「アイランド・コミックスPrimo T・Pぼん」が発売された。ここでの「幻の6話」とは、希望コミックス第5巻に収録されていた6話を指す。
未収録の3話が初収録
2008年、潮出版社から「希望コミックス T・Pぼんスペシャル版」と題した愛蔵版が全3巻で発売され、上記6話に加えて、#30、#32、#33が初めて収録された（#34、#35が収録されなかった理由は不明）。なお、新規収録作のうち#33「ローマの軍道」は、コマの追加や描き換えが行われ、雑誌掲載時の状態から4ページ増となっている（生前の藤本による加筆修正）。
残り2話の完全収録が実現
2012年3月23日発行の藤子・F・不二雄大全集（第3期）『T・Pぼん』第3巻に#34、#35が初めて収録され、これで全話の単行本化が実現した。
「王妃ネフェルティティ」の一色ページは、同書の初版1刷では雑誌からの複写収録だったが、2014年12月20日発行の同書初版第2刷では原稿からの複写収録となり、美しい状態で読めるようになった（詳細は#王妃ネフェルティティを参照）。

## アニメ（第1作）
1989年10月14日に、日本テレビ系にて2時間枠の特別番組「藤子・F・不二雄アニメスペシャル SFアドベンチャー T・Pぼん」として放送された（放送時間は19:00 - 20:54）。日本テレビ系列では1973年放送の『ドラえもん』以来16年ぶりの藤子不二雄アニメであり、制作も『キテレツ大百科』などと同様にぎゃろっぷが担当している。
原作の「消されてたまるか」「バカンスは恐竜に乗って」「ピラミッドの秘密」「通り魔殺人事件」「T・P隊員の犯罪」の各エピソードを元に構成されている。ナレーションは富田靖子。物語の最後でぼんとユミ子が命令違反を犯すが、その処分が明示されないままエンディングとなっている。
冒頭では、1988年にアメリカの物理学者キップ・ソーンがタイムマシンの研究をしているというニュースが紹介された。

### スタッフ
- 原作 - 藤子・F・不二雄
- 企画 - 武井英彦（日本テレビ）
- 脚本 - 雪室俊一
- 作画監督 - 丹内司
- 美術監督 - 小林七郎
- 撮影監督 - 羽山泰功
- 音響監督 - 藤山房伸
- 音楽 - 筒井広志
- プロデュサー補 - 福与雅子（日本テレビ）、早坂仁（スタッフ21）
- ファッションコーディネーター - 三浦静加
- プロデュサー - 堀越徹（日本テレビ）、菅野てつ勇（スタッフ21）、若菜章夫（ぎゃろっぷ）
- 監督、コンテ - 湯山邦彦
- 演出 - 風村久生
- 原画 - 山内昇寿郎、山本哲也、尾鷲英俊、末吉裕一郎、金山明博、アベ正己、細山正樹、茶谷与志雄、塚本哲哉、小川博司、中村あゆみ
- 動画チェック - 中村裕
- 動画 - 日野寧子、鈴木宮生、今井誠、岡島八大、直原真治、橋本明美、小川祐子、藤本真弓、古沢八重子、荒野真理子
- 色指定 - 田原洋
- 特殊効果 - 橋爪朋二
- 仕上 - 森沢千代美、久保田曜子、米井ふじの、柏谷正子、柳登紀、坂本和子、東恵美子、砂川敬子、矢田葉子、江田政子
- 美術設定 - 木村真二
- 背景 - 柴田聡、磯部文江、白石誠、嶋田昭夫、近藤康敬、柿本八起
- 撮影 - 清水泰宏、小堤勝哉、田村洋、赤沢賢二、西山城作、荒川智志、小林徹
- 編集 - 古池東風
- タイトル - マキ・プロ
- 現像 - 東京現像所
- 音響制作 - セントラル録音
- 効果 - 加藤昭二（アニメサウンドプロダクション）
- 録音調整 - 星野敏昭、住谷真
- 録音スタジオ - 東京テレビセンター
- 制作進行（音響） - 中野徹
- 音響プロデュサー - 南沢道義
- 広報担当 - 岩上喜達（日本テレビ）
- 制作担当 - 若菜三樹雄
- 制作デスク - 和崎伸之
- 制作協力 - 小学館、バップ
- アニメーション制作 - スタジオぎゃろっぷ
- 制作 - 日本テレビ、スタッフ21

### 主題歌
「時間をこえて」
「伝えたい」
唄 - ドリーミング / 作詞 - 山上路夫 / 作曲 - 小林亜星 / 編曲 - 筒井広志

## アニメ（第2作）
藤子・F・不二雄の生誕90周年を記念してNetflixよりシーズン1（12エピソード）が2024年5月2日に、シーズン2（12エピソード）が同年7月17日にそれぞれ配信開始された。藤子・F・不二雄の新作アニメは2003年の『パーマン』第3作以来21年ぶりとなる。また、レギュラーシリーズのアニメが新たに制作されるのは1995年の『モジャ公』以来29年ぶりであり、藤子不二雄（藤本弘・安孫子素雄）の没後は初となる（詳細は藤子不二雄のアニメ作品を参照）。なお本作は世界同時配信で、音声は日本語と英語の二ヵ国語対応となっている。
作品としては、ぼんが暮らす「現代」を昭和から令和に改めた上で各種設定を再構築したリブート的なものとなっているが、大幅なアレンジが加えられた第1作と比べるとストーリー展開も含め比較的原作漫画に沿った内容となっている。一方で、第23話と第24話は完全オリジナルのエピソードとなっている。
第5話「魔女狩り」をはじめ、ショッキングな内容の回も映像化の対象に含まれており、これについて映画評論家の小野寺系は動画配信サービス作品だからこそ実現したと「リアルサウンド」に寄せた記事の中でのべている。
シリーズ構成を担当した柿原優子は本作に携わるまで原作漫画を未読であったが、ヒロインとしてはリーム・ストリームよりも安川ユミ子を好んでおり、リームの華やかさと人気を踏まえた上で「リームが憎いわけではないが、ユミ子の魅力を推すという使命感の下にユミ子に肩入れした」と述べている。柿原以外の原作未読の若い女性スタッフたちにもこの傾向が見られ、彼らもユミ子派であり「リームの人気の高さに納得できていない」ことを、監督の安藤真裕は自身が立場的に「中立」であることを踏まえた上で明かしている。 
メインライターの佐藤大は、昨今の歴史研究の進歩や扱っていないテーマも多くあり、シリーズの継続（シーズン3以降の制作）も念頭にあることを明かしている。

### スタッフ
- 原作 - 藤子・F・不二雄[5]
- シリーズ構成 - 柿原優子[15]
- メインライター - 佐藤大[15]
- キャラクターデザイン - 佐藤雅弘[15]
- 総作画監督 - 佐藤雅弘、大貫健一、紺野直幸
- メカニカルデザイン -玉盛順一朗[15]
- 美術デザイン - 綱頭瑛子[15]、多田周平、小木斉之（シーズン2）
- 美術監督 - 大西達朗[15]
- 色彩設計 - 中山しほ子[15]
- 撮影監督 - 張盈穎[15]
- 3DCG監督 - 三宅拓馬[15]、小栗裕樹（第15話）、安藤容太（第16話）
- 編集 - 高橋歩[15]
- 音響監督 - 若林和弘[15]
- 音響効果 - 倉橋静男、西左知子（サウンドボックス）[15]
- 音楽 - 大島ミチル[5]
- 企画協力 - 藤子プロ
- エグゼクティブプロデューサー - 南雅彦
- プロデューサー - 天野直樹
- 監督 - 安藤真裕[5]
- アニメーション制作 - ボンズ[5]
- 企画・製作 - Netflix[5]

### 各話リスト
| 話数  | サブタイトル             | 脚本     | 歴史考証          | 絵コンテ     | 演出                | 作画監督                                                                             | 配信日         |       |       |       |       |       |       |       |       |       |       |       |       |       |       |       |       |       |
| 第1期 | 第1期                    | 第1期    | 第1期             | 第1期        | 第1期               | 第1期                                                                                | 第1期          | 第1期 | 第1期 | 第1期 | 第1期 | 第1期 | 第1期 | 第1期 | 第1期 | 第1期 | 第1期 | 第1期 | 第1期 | 第1期 | 第1期 | 第1期 | 第1期 | 第1期 |
| ----- | ------------------------ | -------- | ----------------- | ------------ | ------------------- | ------------------------------------------------------------------------------------ | -------------- | ----- | ----- | ----- | ----- | ----- | ----- | ----- | ----- | ----- | ----- | ----- | ----- | ----- | ----- | ----- | ----- | ----- |
| 1     | 消されてたまるか         | 柿原優子 | 細川重男          | 安藤真裕     | 三好なお            | 佐藤雅弘 堀川耕一 可児里未                                                           | 2024年 5月2日  |       |       |       |       |       |       |       |       |       |       |       |       |       |       |       |       |       |
| 2     | 見ならいT・P             | 柿原優子 | -                 | 安藤真裕     | 西田健一            | 大貫健一 秋山英一 ヤマダシンヤ                                                       | 2024年 5月2日  |       |       |       |       |       |       |       |       |       |       |       |       |       |       |       |       |       |
| 3     | ピラミッドの秘密         | 佐藤大   | 河江肖剰 馬場匡浩 | 篠原俊哉     | 酒井原美樹          | 水畑健二 稲熊一晃 清水和也                                                           | 2024年 5月2日  |       |       |       |       |       |       |       |       |       |       |       |       |       |       |       |       |       |
| 4     | 古代人太平洋を行く       | 佐藤大   | 藤尾慎一郎        | 岡村天斎     | 森川さやか 朝木幸彦 | 鄭印善 井元一彰 北村由佳                                                             | 2024年 5月2日  |       |       |       |       |       |       |       |       |       |       |       |       |       |       |       |       |       |
| 5     | 魔女狩り                 | 柿原優子 | 福田真希          | 安藤真裕     | 三好なお            | 中山知世 小原佑太                                                                    | 2024年 5月2日  |       |       |       |       |       |       |       |       |       |       |       |       |       |       |       |       |       |
| 6     | 白竜のほえる山           | 柿原優子 | 吉村誠            | 菅沼芙実彦   | 菅沼芙実彦          | 堀川耕一 可児里未                                                                    | 2024年 5月2日  |       |       |       |       |       |       |       |       |       |       |       |       |       |       |       |       |       |
| 7     | 暗黒の大迷宮             | 佐藤大   | 周藤芳幸          | 篠原俊哉     | 西田健一            | ヤマダシンヤ 稲熊一晃 大貫健一 井元一彰 北村由佳                                     | 2024年 5月2日  |       |       |       |       |       |       |       |       |       |       |       |       |       |       |       |       |       |
| 8     | 戦場の美少女             | 小柳啓伍 | 小柳啓伍          | 岡村天斎     | 酒井原美樹          | 水畑健二 秋山英一                                                                    | 2024年 5月2日  |       |       |       |       |       |       |       |       |       |       |       |       |       |       |       |       |       |
| 9     | バカンスは恐竜に乗って   | 佐藤大   | -                 | 坂田純一     | 朝木幸彦            | 鄭印善 稲熊一晃 北村由佳 小柏奈弓                                                    | 2024年 5月2日  |       |       |       |       |       |       |       |       |       |       |       |       |       |       |       |       |       |
| 10    | OK牧場の近所の決闘       | 佐藤大   | 藤本雅樹          | 岡村天斎     | 三好なお            | 大貫健一 中山知世 小原佑太                                                           | 2024年 5月2日  |       |       |       |       |       |       |       |       |       |       |       |       |       |       |       |       |       |
| 11    | マラトン大会戦           | 柿原優子 | 周藤芳幸          | 篠原俊哉     | 森川さやか          | 堀川耕一 可児里未 ヤマダシンヤ                                                       | 2024年 5月2日  |       |       |       |       |       |       |       |       |       |       |       |       |       |       |       |       |       |
| 12    | 超空間の漂流者           | 柿原優子 | -                 | 安藤真裕     | 安藤真裕 野亦則行   | 水畑健二 稲熊一晃 ヤマダシンヤ 佐藤雅弘                                              | 2024年 5月2日  |       |       |       |       |       |       |       |       |       |       |       |       |       |       |       |       |       |
| 第2期 |                          |          |                   |              |                     |                                                                                      |                |       |       |       |       |       |       |       |       |       |       |       |       |       |       |       |       |       |
| 13    | 通り魔殺人事件           | 小柳啓伍 | -                 | 坂田純一     | 朝木幸彦            | 小柏奈弓 鄭印善 小原佑太 北村由佳 井元一彰                                           | 2024年 7月17日 |       |       |       |       |       |       |       |       |       |       |       |       |       |       |       |       |       |
| 14    | チャク・モールのいけにえ | 佐藤大   | 鈴木真太郎        | 岡村天斎     | 西田健一            | 大貫健一 中山知世 秋山英一                                                           | 2024年 7月17日 |       |       |       |       |       |       |       |       |       |       |       |       |       |       |       |       |       |
| 15    | 平家の落人               | 柿原優子 | 細川重男          | 篠原俊哉     | 孫承希              | 水畑健二 北村由佳 井元一彰 ヤマダシンヤ                                              | 2024年 7月17日 |       |       |       |       |       |       |       |       |       |       |       |       |       |       |       |       |       |
| 16    | シュメールの少年         | 佐藤大   | 前川和也          | 坂田純一     | 野亦則行            | 小柏奈弓 鄭印善 秋山英一 小原佑太                                                    | 2024年 7月17日 |       |       |       |       |       |       |       |       |       |       |       |       |       |       |       |       |       |
| 17    | 最初のアメリカ人         | 小柳啓伍 | 藤田祐樹          | 坂田純一     | 三好なお            | 堀川耕一 可児里未 稲熊一晃                                                           | 2024年 7月17日 |       |       |       |       |       |       |       |       |       |       |       |       |       |       |       |       |       |
| 18    | T・P隊員の犯罪           | 小柳啓伍 | 森田勝昭          | サトウシンジ | 三好なお            | 可児里未 堀川耕一 佐藤雅弘 大貫健一 小柏奈弓 山田真也                                | 2024年 7月17日 |       |       |       |       |       |       |       |       |       |       |       |       |       |       |       |       |       |
| 19    | 魔獣デルブ               | 柿原優子 | 藤田祐樹          | 持丸タカユキ | 朝木幸彦            | 水畑健二 稲熊一晃 ヤマダシンヤ 秋山英一 小原佑太 北村由佳                            | 2024年 7月17日 |       |       |       |       |       |       |       |       |       |       |       |       |       |       |       |       |       |
| 20    | トロイが亡びた日         | 佐藤大   | 周藤芳幸          | 高橋敦史     | 中川聡              | 大貫健一 中山知世 稲熊一晃                                                           | 2024年 7月17日 |       |       |       |       |       |       |       |       |       |       |       |       |       |       |       |       |       |
| 21    | 死神の大軍               | 柿原優子 | 佐藤猛            | 石平信司     | 野亦則行            | 小柏奈弓 中山知世 大貫健一 ヤマダシンヤ 稲熊一晃 北村由佳 鄭印善 佐藤雅弘            | 2024年 7月17日 |       |       |       |       |       |       |       |       |       |       |       |       |       |       |       |       |       |
| 22    | 神の怒り                 | 小柳啓伍 | 芳賀京子          | 許琮         | 中川聡              | 可児里未 堀川耕一 秋山英一 八崎健二 大貫健一 水畑健二                                | 2024年 7月17日 |       |       |       |       |       |       |       |       |       |       |       |       |       |       |       |       |       |
| 23    | 雨に沈む遺跡             | 柿原優子 | 小茄子川步        | 篠原俊哉     | 朝木幸彦 安藤真裕   | 水畑健二 ヤマダシンヤ 中山知世 小柏奈弓 大貫健一 八崎健二 稲熊一晃 秋山英一          | 2024年 7月17日 |       |       |       |       |       |       |       |       |       |       |       |       |       |       |       |       |       |
| 24    | タイムパトロールぼん     | 柿原優子 | -                 | 安藤真裕     | 安藤真裕            | 佐藤雅弘 堀川耕一 紺野直幸 可児里未 秋山英一 ヤマダシンヤ 大貫健一 稲熊一晃 小柏奈弓 | 2024年 7月17日 |       |       |       |       |       |       |       |       |       |       |       |       |       |       |       |       |       |

### 主題歌
オープニングテーマ「Bon Bon Bon」
アーティスト - 大島ミチル feat. Ryan Brahms / 作詞・作曲 - 大島ミチル
エンディングテーマ「Tears in the sky」
アーティスト - 大島ミチル feat. Lena Leon / 作詞 - Blent Kolatalo、Lena Leon、Seiya Harada、James Flanagin / 作曲 - 大島ミチル、Blent Kalatalo

### 評価
映画評論家の小野寺系は「リアルサウンド」に寄せた記事の中で、第2作において漫画のペンタッチを思わせるようなざらついた輪郭線をキャラクターデザインにとりいれたことに着目し、キャラクターたちの表現に複雑性を取り入れるという観点から効果的だと評している
。また小野寺は、1945年の沖縄戦を主題とした第8話「戦場の美少女」を引き合いに、第2作を藤子・F・不二雄なりの『イントレランス』だとしている。